# Humiriastrum
Humiriastrum é um género botânico pertencente à família Humiriaceae.

## Espécies
Formado por 17 espécies:
| - Humiriastrum colombianum - Humiriastrum cuspidatum - Humiriastrum dentatum - Humiriastrum diguense - Humiriastrum excelsum - Humiriastrum glaziovii - Humiriastrum liesneri - Humiriastrum mapiriense - Humiriastrum melanocarpum | - Humiriastrum mussunungense - Humiriastrum obovatum - Humiriastrum ottohuberi - Humiriastrum piraparanense - Humiriastrum procerum - Humiriastrum spiritu - Humiriastrum subcrenatum - Humiriastrum villosum |